# Západočeský krajský přebor 1972/1973
V soubojích Západočeského krajského přeboru 1972/73 (jedna ze skupin 5. nejvyšší fotbalové soutěže) se utkalo 14 týmů dvoukolovým systémem podzim – jaro. Tento ročník skončil v červnu 1973. 

## Výsledná tabulka
Zdroj:
| Poř. | Tým                        | Z  | V  | R  | P  | VG | OG | B  |
| ---- | -------------------------- | -- | -- | -- | -- | -- | -- | -- |
| 1.   | TJ Slovan Plzeň (N)        | 26 | 14 | 6  | 6  | 53 | 24 | 34 |
| 2.   | TJ Spartak Chodov (N)      | 26 | 13 | 8  | 5  | 51 | 31 | 34 |
| 3.   | TJ Sokol Postřekov         | 26 | 13 | 7  | 6  | 44 | 25 | 33 |
| 4.   | TJ Škoda Ostrov            | 26 | 14 | 5  | 7  | 37 | 28 | 33 |
| 5.   | ČL Tachov                  | 26 | 10 | 10 | 6  | 49 | 39 | 30 |
| 6.   | TJ RH Domažlice            | 26 | 12 | 5  | 9  | 36 | 34 | 29 |
| 7.   | TJ Dynamo ZČE Plzeň        | 26 | 10 | 7  | 9  | 44 | 38 | 27 |
| 8.   | TJ Slavia Karlovy Vary „B“ | 26 | 9  | 6  | 11 | 33 | 33 | 24 |
| 9.   | TJ Tatran Sušice           | 26 | 10 | 3  | 13 | 38 | 40 | 23 |
| 10.  | TJ Jiskra Domažlice (S)    | 26 | 8  | 5  | 13 | 39 | 55 | 21 |
| 11.  | TJ Baník Stříbro           | 26 | 6  | 9  | 11 | 30 | 43 | 21 |
| 12.  | TJ Tesla Nýřany (N)        | 26 | 6  | 8  | 12 | 34 | 43 | 20 |
| 13.  | TJ Stará Role              | 26 | 6  | 7  | 13 | 18 | 47 | 19 |
| 14.  | VTJ Dukla Kralovice        | 26 | 6  | 4  | 16 | 36 | 62 | 16 |

Poznámky:
- Z = Odehrané zápasy; V = Vítězství; R = Remízy; P = Prohry; VG = Vstřelené góly; OG = Obdržené góly; B = Body; (S) = Mužstvo sestoupivší z vyšší soutěže; (N) = Mužstvo postoupivší z nižší soutěže (nováček)

|  | Postup do Divize A 1973/74             |
|  | Sestup do příslušné I. A třídy 1973/74 |